# 銀河修理員
銀河修理員是香港樂隊Dear Jane的粵語單曲，於2020年3月24日由香港華納作數位發行，其後收錄於樂隊的專輯《Limerence》。銀河修理員為一首抒情搖滾風格的情歌，編曲中亦運用了大量弦樂元素，歌曲以樂隊主唱黄天翱與太太楊洛婷的愛情故事為藍本，帶出「戀人在經歷人生高低跌宕時相互扶持」的意味，推出後獲得熱烈回響，成為903專業推介、中文歌曲龍虎榜與新城勁爆流行榜三台冠軍歌，亦在推出該年成為多個串流音樂平台的熱門歌曲，是2020年Spotify香港最高串流量歌曲及KKBOX2020年香港本地單曲榜首位。樂隊其後亦憑著歌曲在香港各個年度音樂頒獎禮贏得多個獎項。
歌曲的音樂錄影帶由香港演員柯煒林與吳冰演出，成為Youtube香港「2020年度十大熱門音樂影片」首位，截至2021年11月15日於YouTube的點擊率已突破1000萬次。

## 創作
Dear Jane在訪談指銀河修理員原非專輯重點作品，而只是引子；唱片公司和樂隊四人都將重心放在之後推出的《哀的美敦書》。銀河修理員由黃偉文填詞。雖然他們此前曾於鄭融《13樓的大笨象》和容祖兒《心之科學》中間接地跟黃偉文合作，但銀河修理員是第一首由黃偉文填詞的Dear Jane的歌曲，是他們首次直接合作。黃偉文在Instagram形容這首歌是他與Dear Jane「遲了11年的歌」。因為早在2009年，他就曾為Dear Jane的一首「很嘈的heavy metal（重金屬）」歌曲demo填詞，但最後不了了之。作曲的Howie在電台宣傳時指樂隊主音Tim一家三口十分幸福，「沒有理由要他經常唱分手歌」，故在跟黃偉文開會時，跟對方表示「想寫一首好開心、好溫暖的愛情故事」。

## 音樂錄影帶
歌曲的音樂錄影帶（MV）由曾參演電視劇《二月廿九》的柯煒林和YouTube頻道小薯茄成員吳冰（阿冰）主演，兩人分別飾演男主角「陳樂」和女主角「程嘉藍」。兩人是經Dear Jane早前在社交網站公開招募男女主角的甄選中選出的。MV於西環取景；其中一個場景海安咖啡室原於20多年前租借予周潤發拍攝電影後就不曾再外借，在拍攝團隊多次請求下，海安咖啡室老闆才願意借出。MV故事內容講述女主角程嘉藍（阿藍）母親病逝，父親酗酒成癮，她外出散步時，在後樓梯偶遇正在餵流浪貓的汽車修理員陳樂，沿途上陳樂守護身世悲慘的阿藍，希望為她修補內心的破損。MV大受歡迎，成為2020年YouTube香港區觀看次數最多的MV。截至2021年11月於YouTube的點擊率已突破一千萬次。
由於女主角阿冰是YouTube頻道小薯茄的成員，所以Dear Jane在宣傳新歌期間不時跟小薯茄有互動，例如他們曾跟麗英合唱這首歌，小薯茄亦拍攝了該MV的惡搞版。其後他們亦邀請阿冰在《YouTube Music Night 線上音樂會》上合唱這首歌。

## 迴響
銀河修理員從推出起就已經非常受歡迎，於音樂串流平台KKBOX、Joox、MOOV分別奪得本地單曲週榜、本地热播榜、本地热播Top 100的八週、三週、八週冠軍，亦成為本地三個電台的音樂排行榜冠軍歌曲。有網上評論認為歌曲「旋律優美、充滿暖意、帶來療癒感」。2020年，成為音樂串流平台Spotify、KKBOX在當年串流量最高的香港歌曲。樂隊亦憑着歌曲在香港各個年度音樂頒獎禮贏得多個獎項。

## 爭議事件
2021年7月，基督教香港信義會元朗信義中學兩位中五學生以歌曲《銀河修理員》報名校內歌唱比賽；校方事前審核歌詞，指歌詞有「亂世」與「對抗」等字眼，疑含有政治意思，兩名學生按學校要求改詞，将「對抗」改成「拼搏」，「亂世」、「亂流」改成「疫症」、「疫情」，在初賽演唱同曲改詞版的《疫情加油》，決賽時在台上演出原版《銀河修理員》，其中一人唱完歌喊出「香港人加油」。兩人演出後遭教師訓話，一名副校長以中央廣播系統向全校稱「價值觀不容許學生有個人想法」，稱他們「騎劫歌唱比賽」。校方以「演唱未經審批歌詞」為由取消兩人比賽資格，兩人分別被各記一大過，並禁止他們未來以該校學生身份參加任何校外比賽或活動，其中一人被辭任校內學會主席，另一人為運動校隊成員，被禁止代表學校參賽。校長尹浩然拒絕回應事件，副校長譚建勳回覆指，校方就上述事件不作任何回應。
當時正值Dear Jane宣傳新歌《聖馬諾之心》，以「延續聖馬力諾之心精神」名義，於2021年7月舉辦IG學校投票活動，選出最多讚好的學校申請作現場表演。事件發生前最多讚好的學校為高雷中學。事件被揭發後，不少網民及其他媒體發出網絡號召力，讚好信義中學，務求Dear Jane申請在該校表演，在短短3小時內成功收集約20萬讚好（直至7月9日讚好活動結束時已經收集到283,658個讚好），超越當時排行榜第一位的高雷中學。由於樂隊未有收到成功申請在該校表演的消息，因此表演改為網上直播。
事後此曲在中國大陸音樂平台QQ音樂於7月7日晚約11點半被下架，中國大陸其他音樂平台亦陸續跟進，事件在中國大陸社交媒體引起討論。大量網民對此曲下架表示遺憾，不明白為何情歌都能被解讀為政治立場。有人認為歌曲下架與元朗信義中學事件有關；另一方面有網民不同意兩名中五同學行為，但對歌曲被下架感委屈。亦有網民表示此曲在疫情初期帶給人最好安慰，反問是否只能唱紅歌。

## 歌曲列表
| 線上下載 串流媒體 | 線上下載 串流媒體 | 線上下載 串流媒體 |
| 曲序              | 曲目              | 时长              |
| ----------------- | ----------------- | ----------------- |
| 1.                | 銀河修理員        | 3:52              |

## 製作團隊
資料來自銀河修理員音源於YouTube的說明文字。
- Dear Jane – 聲樂、編曲
- 翁厚樑 – 作曲、監製、結他
- 黃偉文 – 填詞
- 黃兆銘 – 編曲
- 黃天翱 – 監製
- 呂克·特利爾 – 混音

## 榜單
| 榜單（2020年）             | 最高 名次 |
| -------------------------- | --------- |
| 香港（903專業推介）        | 1         |
| 香港（中文歌曲龍虎榜）     | 1         |
| 香港（新城勁爆流行榜）     | 1         |
| 香港（Joox本地熱播榜）     | 1         |
| 香港（KKBOX本地單曲榜）    | 1         |
| 香港（MOOV本地熱播百強榜） | 1         |
| 香港（Spotify）            | 1         |

| 榜單（2020年）          | 位置 |
| ----------------------- | ---- |
| 香港（903專業推介）     | 2    |
| 香港（新城勁爆流行榜）  | 1    |
| 香港（KKBOX本地單曲榜） | 1    |
| 香港（Spotify）         | 1    |

## 獎項
| 年份   | 頒獎禮                     | 獎項                           | 結果 | 來源   |
| ------ | -------------------------- | ------------------------------ | ---- | ------ |
| 2020年 | 《新城勁爆頒獎禮》         | 勁爆播放指數歌曲               | 獲獎 | [ 27 ] |
| 2020年 | 《叱咤樂壇流行榜頒獎典禮》 | 專業推介叱咤十大 第二位        | 獲獎 | [ 26 ] |
| 2020年 | 《第四十三屆十大中文金曲》 | 十大中文金曲                   | 獲獎 | [ 30 ] |
| 2020年 | 《JOOX TOP聽推介頒獎禮》   | 年度TOP聽推介．本地歌曲 第一位 | 獲獎 | [ 31 ] |
| 2020年 | 《Yahoo 搜尋人氣大獎》     | 十大人氣歌曲                   | 獲獎 | [ 32 ] |

由於《銀河修理員》推出時「Chill Club 推介榜」尚未成立，因此不獲《Chill Club 推介榜年度推介20/21》參選資格。Dear Jane改以《哀的美敦書》角逐獎項。

## 資料來源
1. ↑  . 明報OL網.   [2021-07-08]. （原始内容存档于2020-04-30） （中文（繁體））.
2. 1 2 3 4  鄺鈺瑩. . 香港01. 2020-12-30  [2021-05-06]. （原始内容存档于2021-05-11）.
3. ↑  慢活主義. . Topick. 2020-04-03  [2021-05-07]. （原始内容存档于2021-05-07）.
4. ↑  . AM730. 2020-03-24  [2021-05-07]. （原始内容存档于2021-05-09）.
5. ↑  . 明報. 2020-04-24  [2021-05-07]. （原始内容存档于2021-05-11）.
6. ↑  TOPick柴犬出動. . Topick. 2020-03-24  [2021-05-05]. （原始内容存档于2021-05-09）.
7. 1 2  . Dear Jane於YouTube. 2020-03-23  [2021-05-05]. （原始内容存档于2020-12-16）.
8. ↑  ada. . 瑪利嘉兒. 2020-12-13  [2021-05-07]. （原始内容存档于2021-05-07）.
9. 1 2  劉傳謙. . 香港01. 2020-06-24  [2021-05-07]. （原始内容存档于2021-05-11）.
10. ↑  黃浩晉. . 香港01. 2020-04-17  [2021-05-07]. （原始内容存档于2021-05-11）.
11. ↑  慢活主義. . U Blog - 分享生活體驗.   [2021-07-08]. （原始内容存档于2021-07-09） （中文（香港））.
12. ↑  . KKBOX. 2021-01-04  [2021-05-06]. （原始内容存档于2021-05-07）.
13. 1 2 3  . 明報新聞網 - 每日明報 daily news.   [2021-07-08] （中文（繁體））.
14. ↑  . 立場新聞. 2021-07-07  [2021-07-07]. （原始内容存档于2021-07-07）.
15. ↑  . am730. 2021-07-07  [2024-05-26]. （原始内容存档于2024-05-26） （中文（香港））.
16. ↑  . 明報. 2021-07-28  [2024-05-26]. （原始内容存档于2024-05-26） （中文（繁體））.
17. ↑  . 立場新聞. 2021-07-08  [2021-12-29]. （原始内容存档于2021-07-08）.
18. ↑  . Dear Jane於YouTube. 2020-03-23  [2022-02-05]. （原始内容存档于2022-02-26）.
19. ↑  . 檸音樂. 2020-05-30  [2021-05-05]. （原始内容存档于2021-05-06）.
20. ↑  . 檸音樂. 2020-04-25  [2021-05-05]. （原始内容存档于2021-05-06）.
21. ↑  . 檸音樂. 2020-05-16  [2021-05-05]. （原始内容存档于2021-05-05）.
22. ↑  多謝大家鍾意《銀河修理員》呢首歌💙. Dear Jane於Instagram.
2020-04-18 [2022-02-08]
23. ↑  . KKBOX. 2020-03-27  [2021-12-11]. （原始内容存档于2022-02-26）.
24. ↑  . 論盡音樂於Facebook. 2020-06-01  [2021-12-11].
25. ↑  . Spotify. 2022-02-22  [2022-02-22]. （原始内容存档于2022-02-26）.
26. 1 2  . 明報OL網. 2021-01-02  [2021-05-05]. （原始内容存档于2021-05-06）.
27. 1 2  . 明報OL網. 2020-12-30  [2021-05-05]. （原始内容存档于2021-04-26）.
28. ↑  KKBOX編輯室. . KKBOX. 2021-01-04  [2022-02-01]. （原始内容存档于2022-02-26）.
29. ↑  Jennifer. . 假期日常. 2020-12-01  [2022-02-01]. （原始内容存档于2022-02-26）.
30. ↑  . 香港電台.   [2021-05-05]. （原始内容存档于2021-05-06）.
31. ↑  . TechApple. 2021-01-25  [2021-05-05]. （原始内容存档于2021-05-11）.
32. ↑  YY. . 生活提案事務所. 2021-01-27  [2021-05-05]. （原始内容存档于2021-05-06）.
33. ↑  劉傳謙. . 香港01. 2021-04-08  [2021-05-06]. （原始内容存档于2021-05-06）.